# زلزال كنت 2007
زلزال كنت 2007 هو زلزالٌ وقعَ في كنت في المملكة المتحدة بتاريخ 28 أبريل 2007.